# Dołhobyczów-Kolonia (osada)
Dołhobyczów-Kolonia – osada w Polsce położona w województwie lubelskim, w powiecie hrubieszowskim, w gminie Dołhobyczów.
Osada leży przy drodze wojewódzkiej nr 844 prowadzącej do granicy z Ukrainą. 26 czerwca 2014 otwarto przejście graniczne Dołhobyczów-Uhrynów.
Do 1951 obszar ten stanowił część Uhrynowa.
W latach 1975–1998 miejscowość położona była w województwie zamojskim.
Osada stanowi sołectwo gminy Dołhobyczów.